# Severino Batista de França

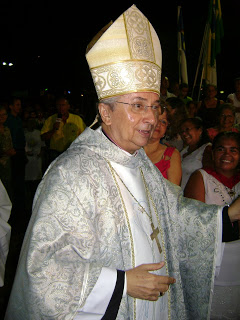
Severino Batista de França

Severino Batista de França OFMCap (* 23. November 1952 in Bezeros) ist ein brasilianischer Ordensgeistlicher und emeritierter römisch-katholischer Bischof von Nazaré.

## Leben
Severino Batista de França trat der Ordensgemeinschaft der Kapuziner bei, legte die Profess am 8. Dezember 1967 ab und empfing am 8. Dezember 1972 die Priesterweihe.
Papst Johannes Paul II. ernannte ihn am 4. August 2004 zum Weihbischof in Santarém und Titularbischof von Hierpiniana. Die Bischofsweihe spendete ihm der Bischof von Afogados da Ingazeira, Luís Gonzaga Silva Pepeu OFMCap, am 7. Oktober desselben Jahres; Mitkonsekratoren waren José Carlos Melo CM, Erzbischof von Maceió, und Lino Vombömmel OFM, Bischof von Santarém.
Am 7. März 2007 wurde er zum Bischof von Nazaré ernannt und am 15. April desselben Jahres in das Amt eingeführt.
Papst Franziskus nahm am 25. November 2015 seinen vorzeitigen Rücktritt an.